# Калебе
Калебе Гонсалвеш Феррера да Силва (порт.-браз. Calebe Gonçalves Ferreira da Silva; род. 30 апреля 2000, Монти-Азул-Паулиста, Сан-Паулу), более известен как Калебе (порт.-браз. Calebe) — бразильский футболист, полузащитник клуба «Форталеза».

## Клубная карьера
Калебе — воспитанник клуба «Сан-Паулу». В 2020 году игрок был включён в заявку клуба на сезон. В том же году Калебе перешёл в «Атлетико Минейро». 2 ноября в матче против «Палмейрас» он дебютировал в бразильской Серии A. 8 марта 2021 года в поединке Лиги Минейро против «Уберландии» игрок забил свой первый гол за «Атлетико Минейро». В составе клуба он выиграл чемпионат и завоевал Кубок Бразилии.
В 2023 году Калебе перешёл в «Форталезу». 26 февраля в матче Копа де Нордесте против «Наутико» он дебютировал за новую команду. 30 марта в поединке против «Сеары» игрок забил свой первый гол за «Форталезу».

## Достижения
Клубные
 «Атлетико Минейро»
- Победитель бразильской Серии A — 2021
- Обладатель Кубка Бразилии — 2021
- Чемпион штата Минас-Жерайс (3) — 2020, 2021, 2022